# 底ぬけ脱線ゲーム
『底ぬけ脱線ゲーム』（そこぬけだっせんゲーム）は、日本テレビ系列局で放送されていた日本テレビ製作のバラエティ番組（ゲーム番組）である。ロート製薬の一社提供。製作局の日本テレビでは1963年6月2日から1973年1月25日まで放送。

## 概要
1959年4月に終了した『ほろにがショー 何でもやりまショー』の後継番組。毎回著名なタレントや俳優が「底ぬけチーム」「脱線チーム」の2組に分かれ、身体を張って様々なゲームで対戦していた番組。司会を務めていたのは日本テレビアナウンサーの金原二郎で、金原は毎回番組の冒頭で「週に一度の脱線タイム、さぁ底ぬけにお楽しみいただきましょう。ロート製薬提供、底ぬけ脱線ゲーム！」とアナウンスした。また、金原は元来自動車の警報装置であった「パフパフ」を小道具にしていた。
それぞれのゲームには、当時の流行語やヒット曲の題名・歌詞をもじったユニークな名前が付けられていた（「背部の女」「強尻（ゴーケツ）」など。中間のゲームでは、ロート製薬の製品（「パンシロンG」、「Vロート」）のパッケージを小道具にしていた。それが終了した後、金原がロート製薬のインフォマーシャルを「パンシロンG」その他の看板が掲げられたスタジオで行っていた。
勝利チームには特に賞品は出なかったが、敗退したチームは「お約束の罰ゲーム」をやらなければならなかった。番組はそのゲームをやってオチを付けながらエンディングに入っていた。なお、番組は毎回罰ゲームを行うべく、最終的に同点になった時には観客の一部を利用しての「同点決勝」を行っていた（例：指定された年齢の人を呼ぶなど）。
番組は「がまん特集」「プール大会」「運動会特集」などの企画回を行うこともあった。1970年8月27日放送の「夏休みチビッコ大会」では、原則として芸能人が出演者だった中、一般の子供たちが彼らに混ざって出演した。さらにこの回には、『おはよう!こどもショー』の当時のレギュラーである楠トシエ、石川進、ロバくん（愛川欽也）が出演した（この回のゲームは、山の頂上にいる相手の応援団長を引きずり下ろす 《 父山（とうさん）電車 》、子供たちの入った天井が昇降する箱において、より天井を低くしたチームが勝つ 『夏休みの縮台（しゅくだい）』。視聴者から「忘年会でもやれるゲームを教えてほしい」との声もあったため、毎年末には「家庭ゲーム特集」を行い、視聴者への参考とした。
1971年6月3日には「8周年記念特集」を放送。この回の出演者はファイティング原田、藤村俊二、倍賞美津子ほかで、ゲームは「八」の字を書いた紙が出るまで風船を割り続ける「八紙無ン特集」（8周年特集）や、空だと思うバケツ（他には水がある）を指定し、相手はそのバケツを指定者目掛けて中身をぶちまける「水中ばれー」（水中バレエ）などだった。この回は、TBSの『テレビ探偵団』のような懐かしのテレビ番組を振り返る番組でよく放送されていた。  
収録は基本的に後楽園ホールで行われていたが、企画回では地方の公会堂やプールなどでの収録になることもあった。「巨人軍大会」の時には後楽園球場で行い、点数表示は当時のスコアボードで行った。リハーサルは綿密であったが、出演者には代役が立てられ、本人はその様子を見学させられた。だがそれはゲームの半分までの話で、本当のゲームは本番中に金原から発表された。
当番組は当初は白黒放送だったが、後楽園ホールが1963年8月5日に、テレビ放送設備のカラー化が完成したのに伴い、同ホールでの公開放送については、同月11日の放送の回から、カラー放送となっている。
元々この番組は、日本テレビ開局翌日の1953年8月29日から1959年4月25日まで放送されていた『ほろにがショー 何でもやりまショー』（第1回のみ『ほろにがショー』）を発展させる形でスタートしたものだった。1963年5月28日付の読売新聞夕刊のラジオ・テレビ欄上部には、「『何でもやりましょう』（何でもやりまショー）がリバイバルする」と記されていた。また、同年10月9日付の読売新聞には、パンシロンの広告（胃腸と肝臓にパンシロン）も兼ねた番組広告が掲載された。キャッチフレーズは「こんな番組 見たことない…」だった。

## 放送時間
いずれも日本標準時。
- 日曜 12:15 - 12:45 （1963年6月2日 - 1963年9月）
- 水曜 19:30 - 20:00 （1963年10月3日 - 1969年12月）
- 木曜 19:30 - 20:00 （1970年1月8日 - 1973年1月25日）

## リメイク版

### 新・底ぬけ脱線ゲーム
番組は一度終了した後、『新・底ぬけ脱線ゲーム』と題して復活。1974年10月2日から1977年9月28日まで、毎週水曜 19:00 - 19:30 に放送。
収録は引き続き後楽園ホールなどで行われていた。オリジナルとの相違点は、勝利チームには番組スポンサー（味覚糖→山崎製パン・ヤマザキナビスコほか複数社）から「勝利者賞」が与えられていた点である。司会は金原の後輩である徳光和夫（当時日本テレビアナウンサー）が務めた。横浜市の放送ライブラリーに最終回が所蔵されている。

### 底ぬけ脱線ゲームスペシャル
1983年10月4日（火曜） 19:00 - 20:54 に放送された単発特別番組。正式名称は『大爆笑!120分デスマッチ!!底ぬけ脱線ゲームスペシャル』。
タイトルに「底ぬけ脱線ゲーム」を冠しているが、内容は体育館での収録（具体的な場所までは不明）、選手宣誓あり、審査員付きとスポーツバラエティ番組色が強められていた。司会は土居まさると和田アキ子が、審査員はジャイアント馬場とビートたけしが務めた。

### 電脳底ぬけ脱線ゲーム
上記スペシャルの放送から9年半後に、番組は『電脳底ぬけ脱線ゲーム』と題しての2度目の復活を果たした。1993年4月9日（8日深夜）から同年6月25日（24日深夜）まで、毎週金曜 1:10 - 1:40 （木曜 25:10 - 25:40）にセガ・エンタープライゼス一社提供の関東ローカルで放送されていた。
司会は京本政樹と細川ふみえが務めた。シリーズで唯一のスタジオ収録番組で、かつ非公開形式だった。レギュラー3名とゲスト1名のチーム2組に別れ、女性たちが毎回コスチュームを着用し、体を張ってゲームに挑戦する「健康的なお色気で迫るゲームバラエティー」とし、人間が映像の中に入り込むようなテレビゲーム的面白さを等身大で表現する趣向とした。大型セットを用いたオリジナルゲームのほか、「タイトルファイト」等スポンサーのセガが開発した新型の対戦型アーケードゲーム機を紹介しプレイヤーが挑戦するコーナーも設けられていた。
京本は『BEEP! メガドライブ』のインタビューで「番組内でエッチ度を高めれば視聴率をもっと取れるんでしょうけど、あえてそれを避け、"大勢で遊ぶ楽しみ"を追求しようとするセガの姿勢には好感が持てる」と語ったが、その後2か月半で打ち切られた。番組終了の告知は最終回当日まで行われず、当該回のエンディングで「今回で放送を終了します」と書かれたテロップが出て終了した。

## 主な出演者

### 底ぬけ脱線ゲーム
- 柳澤愼一 - 初期の常連。
- 田子ノ浦忠雄
- 5代目三遊亭圓楽
- ほか

### 新・底ぬけ脱線ゲーム
- サンダー杉山 - レギュラー出演。
- ザ・デストロイヤー
- 林家こん平
- 笑福亭鶴瓶
- 豊川誕 - 最終回に出演。
- ほか

### 底ぬけ脱線ゲームスペシャル
- 全日本プロレス所属レスラー
- たけし軍団
- シブがき隊
- 松本伊代
- 石川秀美
- ほか

### 電脳底ぬけ脱線ゲーム
- 藤崎仁美
- 山崎真由美
- 鈴木紗理奈 - 本名の宗廣華奈子で出演。
- ほか